# Suore di Betania del Sacro Cuore
Le Suore di Betania del Sacro Cuore (sigla B.S.C.) sono un istituto religioso femminile di diritto pontificio.

## Storia

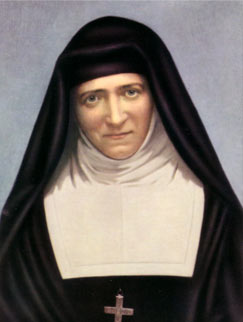
Marguerite Claret de La Touche, fondatrice della congregazione

Le origini della congregazione risalgono al monastero della Visitazione fondato il 19 febbraio 1914 a Vische da Marguerite Claret de La Touche. Nel 1916 il cardinale Giovanni Cagliero, arcivescovo di Torino, rese autonoma la casa di Vische dall'ordine trasformandola in un istituto di suore.
L'istituto ottenne il pontificio decreto di lode il 22 agosto 1958.

## Attività e diffusione
Le suore si dedicano alla promozione di corsi di esercizi spirituali e ritiri e alla propagazione della dottrina di Dio-Amore.
Oltre che in Italia, sono presenti in Argentina e Colombia; la sede generalizia è a Vische.
Alla fine del 2015 l'istituto contava 28 religiose in 3 case.